# Замок Балліхьюгу
Замок Баллігейґ (англ. Ballyheigue Castle, Ballyheige Castle, ірл. Baile Uí Thaidhg — замок Біллігейґ, замок Білє Ві Гайдґ, замок Міста Онуків Тадґа) — один із замків Ірландії, розташований в графстві Керрі, за 18 км (11 милях) від міста Тралі, в одноіменному селищі Балліхьюгу. Біля замку проводиться щорічний фестиваль. Нині замок стоїть в руїнах.

## Історія замку Балліхьюгу
Замок Балліхьюгу був побудований полковником Джеймсом Кросбі в 1810 році. Замок два рази горів — в 1840 році та в 1921 році. До нинішньої споруди в селищі на цьому місці стояв інший — давній замок, який не зберігся. Цей давній замок Балліхьюгу побудувала аристократична родина Кантіллон. Предки цієї родини прибули на Британські острови разом з Вільгельмом Завойовником. Походять вони від норманів, що оселились колись в Нормандії. Ці поселенці були колись вікінгами, що прибули в Нормандію з Данії. Оселившись в селищі Балліхьюгу після англо-норманського завоювання Ірландії в 1171 році Кантіллони збудувавши там замок. Ці феодали поступово змішалися з ірландцями і перейняли їх звичаї та мову. Будівничого замку звали Тадг Кантіллон. На честь нього і назвали замок. У XVI столітті цей замок і землі були конфісковані у власників королевою Англії Єлизаветою І за підтимку повстанців за незалежність Ірландії. Потім ці землі і замок були даровані англійським колоністам Кросбі.
Про володарів замку Балліхьюгу — феодалів Кантіллон є легенда, згідно якої, коли хтось з роду Кантіллон помирав, то його тіло лишали на скелях Мухан-на-Марб ввечері. І коли падала темрява, то духи переносили тіло в місце вічного спочинку Кантіллонів — в Теампалл-фо-тойнн.